# Dean Bergeron
Dean Bergeron est un actuaire, athlète de niveau international en fauteuil roulant et conférencier québécois ayant participé à quatre jeux paralympiques.

## Biographie
Né à La Baie (aujourd'hui Saguenay), le 12 février 1969, Dean Bergeron se passionne très tôt pour le sport, particulièrement le hockey sur glace. En 1986, il joint les Cataractes de Shawinigan de la Ligue de hockey junior majeur du Québec. Il est alors âgé de 17 ans, et promis à un brillant avenir. L'année suivante toutefois, il devient paraplégique à la suite d'un coup de poing lors d’une bagarre pendant une séance d'entraînement. Ceci l'oblige à entreprendre une longue réadaptation physique et sociale. Ce fut durant ses études en actuariat à l'Université Laval qu'il renoua avec l'activité physique.

### Carrière de paralympien
C'est dans le domaine de l'athlétisme avec la course en fauteuil roulant, aussi appelée athlétisme handisport qu'il s'est illustré. Il a participé à plusieurs championnats mondiaux et autres compétitions internationales présentant cette épreuve. Il a participé aux Jeux paralympiques d'Atlanta, en 1996, de Sydney, en 2000, d'Athènes, en 2004 et de Pékin, en 2008 et a récolté un total de 11 médailles paralympiques.
Dean Bergeron détient le record du monde sur la distance du 200 m. Il a été le premier athlète de sa discipline à avoir franchi la distance des 400 mètres en moins d'une minute (58 s 54). Il  détient aussi les records canadiens sur 200 m, 400 m, 800 m et 1500 m de cette discipline. Il est triple médaillé des Jeux paralympiques de Pékin de 2008 (deux médailles d'or et une de bronze). 
Il a également participé aux marathons de Boston en 1999 et 2004 et aux marathons d’Ottawa en 2006 et 2007 pour les personnes dans la catégorie fauteuil roulant de course. À sa première participation en 1999, il remporte le marathon. Pour les années 2004, 2006 et 2007,  il a terminé respectivement 2e, 7e et 2e.

#### Résultats aux jeux paralympiques
- Aux Jeux paralympiques d'été 1996 à Atlanta, aux États-Unis, il a remporté une médaille d'or au 200 mètres masculin - épreuve T51, une médaille d'argent au 400 mètres masculin - épreuve T51, une médaille d'argent au 1500 mètres masculin - épreuve T51 et une médaille de bronze au 100 mètres masculin - épreuve T51.

- Aux Jeux paralympiques d'été 2000 à Sydney, en Australie, il a remporté une médaille de bronze au 200 mètres masculin - épreuve T51, une médaille de bronze au 400 mètres masculin - épreuve T51, une cinquième place au 100 mètres masculin - épreuve T51 et une sixième place au 800 mètres masculin - épreuve T51.

- Aux Jeux paralympiques d'été 2004 à Athènes, en Grèce, il a remporté une médaille de bronze au 800 mètres masculin - épreuve T52, a terminé quatrième au 200 mètres masculin - épreuve T52, a terminé cinquième au 400 mètres masculin - épreuve T52 et n'a pas terminé au 1500 mètres masculin - épreuve T52.

- Aux Jeux paralympiques d'été 2008 à Beijing, en Chine, il a remporté une médaille d'or au 100 mètres masculin - épreuve T52, une médaille d'or au 200 mètres masculin - épreuve T52, une médaille de bronze au 400 mètres masculin - épreuve T52 et a terminé sixième au 800 mètres masculin - épreuve T52.

#### Résultats aux championnats du monde
- 2002-07: Championnats du Monde CIP (Lille / Villeneuve-d'Ascq, France)

Discipline: 100m, position: 2ème position, Résultat: 18.64s
- 2002-07: Championnats du Monde CIP (Lille / Villeneuve-d'Ascq, France)

Discipline: 400m, position: 2ème position, 
- 2002-07: Championnats du Monde CIP (Lille / Villeneuve-d'Ascq, France)

Discipline: 200m, position: 3e position, Résultat: 35,02s
- 1998-08-13: Championnats du monde (Birmingham, Royaume-Uni)

Discipline: 200m, 800m, position: 2ème position, 
- 1995: Championnats du monde (Stoke Mandeville, Royaume-Uni)

Discipline: 100m, position: 1ère position, 
- 1995: Championnats du monde (Stoke Mandeville, Royaume-Uni)

Discipline: 200m, 400m, 1500m, position: 1ère position,
- 1994-07-30: Championnats du monde (Berlin, Allemagne)

Discipline: 800 m, position: 1ère position, Résultat: 32.07 

### Carrière dans l'assurance
Parallèlement à sa carrière en athlétisme, Dean Bergeron a choisi d'entreprendre une carrière dans le domaine de l'assurance. Depuis 1993, il œuvre dans le domaine de l'assurance-vie ayant occupé des postes de conseiller en produits d’assurances, notamment chez Desjardins Sécurité financière.
En juin 2009, Dean Bergeron s'est joint au Groupe financier La Capitale. Après avoir occupé divers postes de direction dont ceux de directeur marketing et promotion de la santé, et de directeur principal des opérations, il occupe le poste de vice-président à l’administration et aux relations avec la clientèle dans le secteur de l'assurance collective de cette entreprise.

### Autres occupations
En plus d’être un athlète paralympique de niveau international et un actuaire, il donne des conférences dans plusieurs villes du Québec. Outre les conférences qu'il prononce, Dean Bergeron participe également à de nombreuses activités promotionnelles,,.

## Distinctions et honneurs
Dean Bergeron a reçu la Médaille de l'Assemblée nationale en 2000. Il a été nommé « athlète masculin de l'année » au gala Sport-Québec en 2009, titre décerné en reconnaissant le meilleur athlète au Québec, tout sport confondu  (Chantal Petitclerc s'étant méritée le même honneur du côté féminin la même année). Il eut l'honneur d'être l'une des 16 personnes à avoir été choisies pour transporter la flamme paralympique lors des Jeux paralympiques d'hiver de 2010 de Vancouver et eu l’honneur d’allumer la vasque olympique à Québec lorsque la flamme a fait escale dans cette ville le 2 décembre 2009. En 2017, Dean Bergeron est admis au temple de la renommée Parasports Québec. La même année, il est intronisé au Panthéon des sports du Québec. En avril 2018, on annonce que la glace 2 du Centre Jean-Claude-Tremblay de La Baie portera son nom. Celle-ci a été conçue pour le hockey sur luge, une autre discipline paralympique,. La cérémonie officielle pour lui rendre cet hommage eut lieu en décembre 2018. En juin de la même année, il reçoit la médaille Gloire de l'Escolle, aussi nommé prix Grand diplômé, qui est la plus haute distinction remise par La Fondation de l’Université Laval.